# Mito Umeta
Mito Umeta (in giapponese: 梅田ミト; Higo, 27 marzo 1863 – Kumamoto, 31 maggio 1975) è stata una supercentenaria giapponese che detenne il titolo di decana dell'umanità dal 10 gennaio 1974, a seguito della morte della 111enne statunitense Ettie Crist, fino alla sua stessa morte, avvenuta all'età di 112 anni e 65 giorni.

## Biografia
Sposatasi con Rinjiro Umeta nel 1889, Mito rimase vedova nel 1904, stato civile nel quale rimase per ben 71 anni, fino alla propria morte. La coppia aveva avuto quattro figli, ma nessuno di essi sopravvisse alla madre, che morirà nel 1975 con soltanto due nipoti come discendenti.
A 109 anni Mito Umeta, che amava mangiare le kinako (polpette grigliate a base di farina di soia), si trasferì in una casa di riposo, dove trascorse gli ultimi tre anni della sua vita. Dopo essere diventata la persona giapponese più longeva di sempre fino a quel momento (superando l'età finale di Haruno Shimada, deceduta nel 1969 a 112 anni e 7 giorni), Umeta morì il 31 maggio 1975, all'età di 112 anni e 65 giorni, all'ospedale dell'università di Kumamoto, dove era ricoverata.
Dopo la sua morte, la connazionale Niwa Kawamoto divenne sia la nuova decana del Giappone, sia la nuova decana dell'umanità.